# Elmerson Peninsula
Elmerson Peninsula ist eine Halbinsel im kanadischen Territorium Nunavut. Die Halbinsel trennt den Hauptarm des Grelly Fiords von Esayoo Bay im Nebenarm Borup Fiord.
Elerson Peninsula ist etwa 50,6 Kilometer lang und bis zu 15,2 Kilometer breit.